# Arturo Ferrando
Arturo Ferrando (ur. 19 czerwca 1913 w Genui, zm. ?) – włoski szablista, złoty medalista mistrzostw świata.
Podczas mistrzostw świata w Monte Carlo w 1950 roku Włosi w składzie: Gastone Darè, Arturo Ferrando, Roberto Ferrari, Aldo Montano, Vincenzo Pinton i Mauro Racca wywalczyli złoty medal w zawodach drużynowych. Był to jego jedyny medal wywalczony w zawodach tego cyklu.
Nigdy nie wziął udziału w igrzyskach olimpijskich.